# Cratichneumon hongawaensis
Cratichneumon hongawaensis är en stekelart som beskrevs av Tohru Uchida 1935. Cratichneumon hongawaensis ingår i släktet Cratichneumon och familjen brokparasitsteklar. Inga underarter finns listade i Catalogue of Life.